# Hampton Del Ruth
Hampton Del Ruth né le 7 septembre 1879 dans le Delaware et mort le 15 mai 1958 à Woodland Hills, en Californie, est un cinéaste et producteur américain.

## Biographie
Il est le frère aîné du réalisateur Roy Del Ruth et épouse Alta Allen.
En 1917 et 1918, il est assistant de production de Mack Sennett (47 films) et en 1919 et 1920, il directeur de production pour la Fox Film Corporation (26 films). En 1924, il supervise les effets spéciaux sur Le Voleur de Bagdad (The Thief of Bagdad) de Raoul Walsh.
Il a également écrit au moins deux romans: Port o' Heart's Desire (1926) et Without Restraint (1936).

## Filmographie

### En tant qu'acteur
- 1913 His Father (court métrage)
- 1914 The Winning Stroke (court métrage)
- 1914 Crossroads (court métrage)
- 1914 Her Brother (court métrage)
- 1914 Le Roman comique de Charlot et Lolotte (Tillie's Punctured Romance) : le secrétaire chargé de retrouver Tillie (noncrédité)
- 1920 Kiss Me Quick (court métrage)

### En tant que scénariste
- 1913 : The Tie of the Blood de Lem B. Parker
- 1914 Love and Politics (court-métrage) (histoire)
- 1914 Le Roman comique de Charlot et Lolotte (Tillie's Punctured Romance) (adaptation)
- 1915 The Great Vacuum Robbery (court-métrage) (scénario)
- 1917 Done in Oil (court-métrage)
- 1917 A Maiden's Trust (court-métrage) (scénario)
- 1918 His Hidden Purpose (court-métrage) (écriture)
- 1918 Sheriff Nell's Tussle (court-métrage) (histoire)
- 1918 Saucy Madeline (court-métrage) (scénario)
- 1918 She Loved Him Plenty (court-métrage) (scénario)
- 1919 The Roaming Bathtub (court-métrage) (histoire)
- 1920 A Lightweight Lover (court-métrage) (histoire)
- 1921 Skirts
- 1921 The Invisible Fear (histoire)
- 1922 The Marriage Chance
- 1923 A Friendly Husband (écriture)
- 1925 The Soapsuds Lady (court-métrage) (histoire)
- 1926 Transcontinental Limited (adaptation)
- 1927 Lost at the Front
- 1927 Naughty (screenplay / histoire)
- 1928 A Simple Sap (court-métrage) (écriture)
- 1929 The Bride's Relations (court-métrage) (histoire)
- 1929 The Old Barn (court-métrage) (écriture)
- 1929 Whirls and Girls (court-métrage) (histoire)
- 1929 Broadway Blues (court-métrage) (histoire)
- 1929 The Bees' Buzz (court-métrage) (écriture)
- 1929 The Big Palooka (court-métrage) (écriture)
- 1929 Girl Crazy (court-métrage) (histoire)
- 1929 Jazz Mamas (court-métrage) (écriture)
- 1929 The Constabule (court-métrage) (écriture)
- 1929 Clancy at the Bat (court-métrage) (écriture)
- 1929 The New Halfback (court-métrage) (écriture)
- 1929 Uppercut O'Brien (court-métrage) (scénario)
- 1930 Scotch (court-métrage)
- 1930 Sugar Plum Papa (court-métrage)
- 1930 Midnight Daddies
- 1930 The Love Punch (court-métrage)
- 1931 In Old Mazuma (court-métrage)
- 1931 Defenders of the Law (adaptation and screenplay)
- 1931 The Mystery Train (histoire et scénario)
- 1931 Air Eagles (scénario)
- 1932 A Strange Adventure (dialogue)
- 1933 Goodbye Love (histoire / écriture)

### En tant que réalisateur

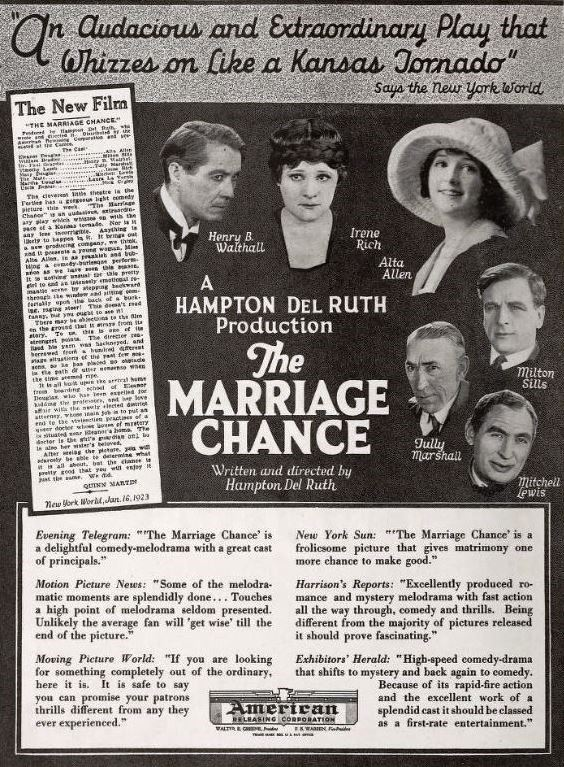
The Marriage Chance (1922)

- 1917 Erreur de chambre (A Bedroom Blunder) (court métrage)
- 1917 Roping Her Romeo (court métrage)
- 1917 Les Déboires de Philomène (Are Waitresses Safe?) (court métrage, coréalisé avec Victor Heerman)
- 1917 Casimir et la Formule secrète (An International Sneak)  (court métrage, coréalisé avec Fred C. Fishback)
- 1917 That Night (court métrage)
- 1917 Taming Target Center (court métrage)
- 1918 Watch Your Neighbor (court métrage)
- 1918 It Pays to Exercise (court métrage)
- 1918 Those Athletic Girls (court métrage)
- 1918 His Smothered Love (court métrage)
- 1918 The Battle Royal (court métrage)
- 1918 Love Loops the Loop (court métrage)
- 1918 Two Tough Tenderfeet (court métrage)
- 1918 Ladies First (court métrage)
- 1918 Her Blighted Love (court métrage)
- 1918 She Loved Him Plenty (court métrage)
- 1921 Skirts
- 1922 The Marriage Chance
- 1924 A Truthful Liar (court métrage)
- 1924 Just a Good Guy (court métrage)
- 1927 Naughty
- 1927 Blondes by Choice
- 1928 A Simple Sap (court métrage)
- 1932 A Strange Adventure (non crédité)